# Fish Police
Fish Police (Peixe Policial em tradução livre) é um desenho animado estadunidense, criado pelo cartunista Steve Moncuse. Baseado nas histórias em quadrinhos Fish Police, foi produzida pela Hanna-Barbera especialmente para o canal CBS como uma tentativa de superar a série Os Simpsons que estava fazendo muito sucesso na época.
Estava previsto para ter 6 episódios para a primeira temporada, porém foi cancelada após o 3º episódio por causa dos baixos índices de audiência. Os outros 3 episódios não foram exibidos na TV. Todos os episódios inclusive os que não foram ao ar podem ser visto pelo Youtube.